# Gerres chrysops
Gerres chrysops är en fiskart som beskrevs av Iwatsuki, Kimura och Yoshino, 1999. Gerres chrysops ingår i släktet Gerres och familjen Gerreidae. Inga underarter finns listade i Catalogue of Life.